# Ступнянка Мала
Ступнянка Мала — річка в Україні у Дрогобицькому районі Львівської області. Ліва притока річки Ступнянки (басейн Дністра).

## Опис
Довжина річки приблизно 10,38 км, найкоротша відстань між витоком і гирлом — 8,19  км, коефіцієнт звивистості річки — 1,27 . Формується багатьма струмками.

## Розташування
Бере початок на північно-західних схилах гори Ласкі (681,2 м). Тече переважно на північний схід і у селі Ступниця впадає у річку Ступнянку, праву притоку річки Бистриці Тисьменицької.

## Цікаві факти
- Біля села Уріж річки перетинає автошлях Т 1415[2] (автомобільний шлях територіального значення у Львівській області. Проходить територією Мостиського, Самбірського та Дрогобицького районів через Мостиська — Самбір — Борислав. Загальна довжина — 67,2 км.).